# Ramona (Lied)
Ramona ist der Titel eines Walzerliedes, das die amerikanische Komponistin Mabel Wayne 1928 als Titellied für das gleichnamige Stummfilm-Melodram Ramona der Inspiration Pictures/United Artists schrieb.
Der englische Text stammt von Louis Wolfe Gilbert. Die deutsche Fassung dichtete der Liedertexter und Sänger Franz Baumann unter dem Künstlernamen „Fred Barny“. Das Lied erschien im Musikverlag von Leo Feist in New York und bei Francis Day & Hunter in London.

## Entstehung

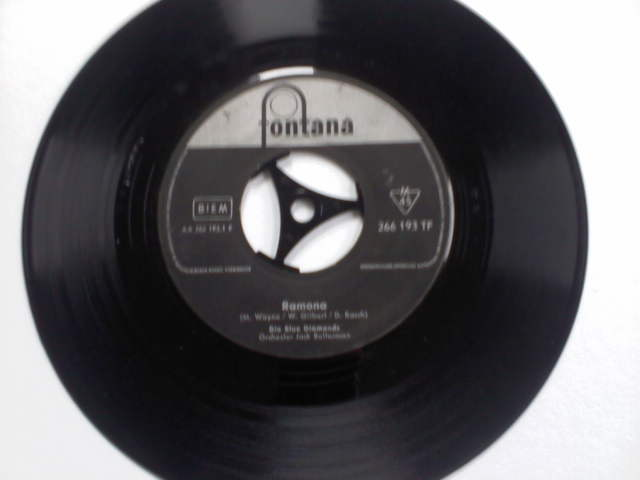
Schallplatte des Duos Blue Diamonds (1960)

In Amerika sang die Hauptdarstellerin Dolores del Río das Lied live vor Werbevorstellungen im Kino und danach auch für die Schallplatte.
Eigenwillige Interpretationen ganz auf ihre Art lieferten der Flüsterbariton Whispering Jack Smith, der sich selbst am Klavier begleitete, und der als Tangosänger berühmt gewordene Carlos Gardel, der sich von einem Gitarrenduett begleiten ließ. Eine jazzig arrangierte Version spielte Paul Whiteman mit seinem Orchester, dem damals auch der Kornettist Leon Bismarck Beiderbecke angehörte, für Victor auf Platte. Auch Louis Armstrong produzierte 1953 eine Medium-Swing-Version davon im 4/4 Takt.
Als der Film nach Deutschland kam, nahm der Chansonnier Paul O’Montis eine deutsche Fassung des Liedes mit einem „flüsternden Orchester“ bei Odeon auf. Auch andere namhafte Künstler der Weimarer Republik machten Aufnahmen von dem Stück. Das Tanzorchester Dajos Béla spielte es als langsamen Walzer ein, das Jazzorchester von Efim Schachmeister gar als Blues. Das Lied war auch als Notenrolle für das elektrische Klavier erhältlich.
In Deutschland erschien 1928 ein tönender Kurz-Dokumentarfilm der Tobis mit dem Titel „Die Kapelle Etté spielt den [Boston] Ramona“ unter der Regie von Walter Ruttmann, der in den Beiprogrammen lief.
Auch in Österreich und der Tschechoslowakei entstanden Plattenaufnahmen des Walzerliedes. In Wien sang es Ernst Davis, in Prag, wo der Film im November 1928 anlief, der populäre tschechische Tenor Karel Hruška.
In den Niederlanden nahm es der bekannte Kabarett- und Volkssänger Kees Pruis mit eigenem Text auf.
Noch nach dem Zweiten Weltkrieg sang der beliebte Bassbariton Willy Schneider das Lied mit deutschem Text zur Begleitung des Orchesters Hans Bund auf Platte.
Heute ist das Lied vor allem im 4/4-Takt bekannt und zählt inzwischen zu den Evergreens der Schlagergeschichte. Einen späten Erfolg mit einer modernisierten 4/4-Version hatten die in Indonesien geborenen niederländischen Duettisten Ruud und Riem de Wolff, die als Blue Diamonds bekannt wurden. Die Version der Band platzierte sich 1960 drei Monate an der Spitze der deutschen Singlecharts, womit die Single zu einem der erfolgreichsten Dauerbrenner der deutschen Chartgeschichte gehört. Darüber hinaus erhielt die Single eine Goldene Schallplatte und verkaufte sich über eine Million Mal.

## Tondokumente
- Ramona. Waltz (Mabel Wayne – Fred Barny) Paul O’Montis mit flüsterndem Orchester. Odeon O-2699 a (Be 7491), aufgen. Berlin, November 1928
- Ramona. Waltz (Mabel Wayne) Franz Baumann mit Efim Schachmeister-Ensemble. Grammophon 21 670 / B 42740 (Matr. 1389 1/2 bd-II)
- Ramona. Song Waltz (Mabel Wayne – Fred Barny) Ernst Davis, mit Orchesterbegleitung. Odeon A 45 617 (Be 7725)[23]
- Ramona. Waltz (Mabel Wayne) Tanzorchester Dajos Béla. Odeon O-2548 b (Be 6999²)[24]
- Ramona. Blues (Wayne) Efim Schachmeister’s Jazz Symphonians. Polydor 21 841 (mx. ?)[25]
- Ramona, zum Abschied sag ich dir good-bye. Walzer von Mabel Wayne. Notenrolle EMPECO der Firma Michael, Preuß & Co. (Serienrolle D 204) (1929)[26]
- Ramona. Valčik (hudba ze zpěvem: M. Wayne, Text R. Jurist) [Walzer, Musik: Mabel Wayne, tschechischer Text: Ruda Jurist], spivá Karel Hruška, E-Rekord 2038 (Matr. 5433), aufgen. Prag 1928[27]